# البنك السعودي السوداني
البنك السعودي السوداني هو شركة مساهمة عامة ، تأسس في 1 فبراير 1984و بدأ البنك نشاطه المصرفي في 25 أكتوبر 1986ويقع مقره الرئيسي في شارع المك نمر بمدينة الخرطوم. يُقدّم البنك كافة أنواع الخدمات المصرفية وذلك وفقًا لقوانين السودان والأنظمة التي يصدرها بنك السودان المركزي.

## نشأة وتطور البنك
تأسس البنك السعودي السوداني في الأول من فبراير عام 1984، حيث بلغ رأس المال المدفوع عند التأسيس 12 مليون دولار أمريكي. شكل البنك إضافة مهمة للعلاقات الوثيقة مع المملكة العربية السعودية، وبدأ نشاطه المصرفي في 25 أكتوبر 1986.
تمكن البنك خلال سنواته الأولى من أن يحتل موقعًا رياديًا بين البنوك العاملة في السودان. وكان للمؤسسات والشركات السعودية النصيب الأكبر في رأس المال عند بداية العمل. كما شهد رأس المال زيادة إلى 60 مليون جنيه سوداني، إلى جانب تحقيق مجموعة من الأهداف الإدارية الأخرى.
ساهم مجلس إدارة البنك والإدارة العليا والمسؤولون والعاملون بجهود مقدرة في تجاوز الصعوبات المالية التي تعرض لها البنك في عام 2006، مما انعكس إيجابيًا في تحسين مؤشرات الأداء الأساسية منذ ذلك الوقت. وفي إطار سعي البنك لإكمال تطويره وتنفيذ سياسات بنك السودان المركزي، قررت الجمعية العمومية زيادة رأس المال ليصبح 300 مليون جنيه سوداني، لتمكين البنك من القيام بجميع العمليات المصرفية والمالية والتجارية والاستثمارية.
وقد عمد البنك إلى توظيف موارد بشرية ذات كفاءة وخبرة عالية، بالإضافة إلى استخدام أحدث النظم والتقنيات المصرفية.

## خدمات البنك السعودي السوداني
- خدمة الحساب الجارى: يوفّر البنك السعودي السوداني حسابات جارية تُستخدم في تنفيذ المعاملات المصرفية اليومية.
- حسابات التوفير: يتيح البنك السعودي السوداني فتح حسابات توفير للعملاء، مع إمكانية الحصول على بطاقة صراف آلي
- الودائع الاستثمارية: التي تتيح للعملاء استثمار أموالهم وفقًا لأحكام الشريعة الإسلامية
- تطبيق رابح: وهو تطبيق الكتروني علي الهاتف الجوال يمكن العميل من القيام بالعمليات المصرفيه عبر الهاتف.

## فروع البنك السعودي السوداني
يضم البنك السعودي السوداني عدة فروع رئيسية في ولاية الخرطوم تغطي مدن الخرطوم، بحري، وأم درمان. تغطي هذه الفروع المناطق الحيوية بالولاية، مما يتيح للبنك تقديم خدماته المصرفية لمختلف شرائح العملاء.
الخرطوم:
- شارع المك نمر، جنوب (فرع 2).
- السجانة السوق - عمارة علي عبد الرحمن، عقار رقم (10)، مربع (5).
- المحطة الوسطى: تقاطع شارع البرلمان مع شارع البوسته – عمارة حامد حميدة سليمان، عقار رقم (5)، مربع (3/أ)، الخرطوم غرب.
- السوق العربي: شارع محمد عبد المنعم – عمارة الزعيم، عقار رقم (8/3).
- الحرية: تقاطع شارع البلدية مع شارع صالح باشا – عمارة أحمد حسين أحمد، عقار رقم (4)، مربع (9).
- العمارات: تقاطع شارع الملك عبد العزيز مع شارع 21، مربع (11)

بحري:
- سعد قشرة، شارع المعونة، عمارة مستشفى الرحاب، عقار رقم (31)، مربع (4)

أم درمان:
- السوق، شارع العناقريب، عمارة عباس عكاشة، عقار رقم (1-3)، مربع (4

## ماكينات الصرف الألي
يوفر البنك السعودي السوداني شبكة من ماكينات الصراف الآلي في مواقع متعددة بولاية الخرطوم لتسهيل الوصول إلى الخدمات المصرفية. تشمل هذه المواقع:
| الموقع                 | العنوان                                |
| ---------------------- | -------------------------------------- |
| رئاسة البنك            | شارع المك نمر                          |
| فرع المحطة الوسطى      | المقرن                                 |
| مقر شركة أريكسون       | تقاطع شارع الشرقي مع شارع النخيل       |
| سوبرماركت التسامح      | المعمورة، لفة جوبا                     |
| فندق ريجنسي            | شارع القصر                             |
| مركز سي جي التجاري     | شارع الستين                            |
| فرع العمارات           | تقاطع شارع الملك عبد العزيز مع شارع 21 |
| المنشية                | جنوب معرض الخرطوم الدولي               |
| مقر شركة زين           | شارع المعونة                           |
| شركة الصناعات الغذائية | شارع الإنقاذ                           |
| فرع سعد قشرة           | شارع المعونة                           |
| مركز شرطة ولاية بحري   | سوق بحري                               |
| مركز سناء للتسوق       | كافوري                                 |
| مركز مكة للتسوق        | الجريف شرق                             |
| مركز زذاذ التجاري      | شارع الإنقاذ                           |
| مستشفى البقعة التخصصي  | سوق الشهداء                            |
| مركز منن للتسوق        | أم درمان، الدوحة، شارع السبيل          |
| مقر شركة زين           | العرضة                                 |
| مقر شركة زين           | تقاطع ود البشير                        |
| مقر شركة زين           | الثورة بالنص                           |
| صيدلية أرندا           | حي الروضة                              |
| أسواق مكة              | أركويت                                 |
| الرياض                 | شارع 117                               |
| السجانة                | جنوب مقسم سوداتل                       |
| دار سوداتل             | —                                      |
| فال القمر              | الفتيحاب، تقاطع سراج                   |

## وظائف البنك السعودي السوداني
- المؤهلات

ان يكون لدية درجة جامعية في تخصصات (قتصاد – إدارة – نظم معلومات – محاسبة – مصارف – تمويل).
- الخبرات المطلوبة

لا يشترط وجود الخبرة في مجال سابق .
- الشروط المطلوبة

1- ان لا يتجاز عمر المتقدم 25 عاما.
2- ان يكون المتقدم خريج جامعة معترف بها.
3- ان يكون المتقدم خريج الأعوام من 2015م حتي 2018 م.
- مكان العمل

في ولاية الخرطوم.
- الراتب الشهري

يتم تحديده الرتب الشهري بعد إكمال المعاينة.
- موعد التقديم

اخر موعد للتقديم يوم 2/5/2019 م.